# Pieny
Pieny (deutsch Pöhnen) ist ein Ort in der polnischen Woiwodschaft Ermland-Masuren. Er gehört zur Gmina Sępopol (Stadt- und Landgemeinde Schippenbeil) im Powiat Bartoszycki (Kreis Bartenstein).

## Geographische Lage
Pieny liegt am Südufer der Łyna (Alle) in der nördlichen Mitte der Woiwodschaft Ermland-Masuren, sechs Kilometer östlich der Kreisstadt Bartoszyce (deutsch Bartenstein).

## Geschichte
Der kleine Gutsort Penen wurde im Jahre 1404 erstmals erwähnt und vor 1570 Pehnenn, nach 1570 Poehnen genannt. Bis 1823 gehörte der Grundbesitz den Truchseß von Waldburg und lag – seit 1818 – im ostpreußischen Kreis Friedland (der 1927 in „Kreis Bartenstein“ umbenannt wurde).
Die in Wöterkeim (polnisch Wiatrowiec) ansässige Gutsfamilie Kobylinski erwarb im Jahre 1823 das Gut Pöhnen als Vorwerk und blieb bis Ende des 19. Jahrhunderts Eigentümer. Am 1. Dezember 1905 erbrachte eine Volkszählung für Pöhnen die Zahl von 60 Einwohnern.
Ende des 19. Jahrhunderts wurde das Gutshaus errichtet und erhielt zu Beginn des 20. Jahrhunderts einen zweistöckigen Anbau.
In den 1920er Jahren hatte das Gut eine Wirtschaftsfläche von 400 Hektar und war im Besitz der Freiherren von Schmidtseck.
Als sich am 30. September 1928 die Gutsbezirke Louisenhof (polnisch Łobzowo), Rückgarben (Rygarby) und Wöterkeim (Wiatrowiec) zur neuen Landgemeinde Wöterkeim zusammenschlossen, war auch Pöhnen – als Teil Wöterkeims – davon betroffen.
Im Zusammenhang der Abtretung des gesamten südlichen Ostpreußen an Polen in Kriegsfolge im Jahre 1945 erhielt Pöhnen die polnische Namensform „Pieny“. Heute ist das kleine Dorf eine Ortschaft innerhalb der Stadt- und Landgemeinde Sępopol (Schippenbeil) im Powiat Bartoszycki (Kreis Bartenstein), zwischen 1975 und 1998 der Woiwodschaft Olsztyn, seither der Woiwodschaft Ermland-Masuren zugehörig.

## Kirche
Bis 1945 war Pöhnen in die evangelische Stadtkirche Bartenstein in der Kirchenprovinz Ostpreußen der Kirche der Altpreußischen Union, außerdem in die römisch-katholische Kirche St. Bruno in Bartenstein im damaligen Bistum Ermland eingepfarrt.
Auch heute gehört Pieny kirchlicherseits zu Bartoszyce, das jetzt zum römisch-katholischen Erzbistum Ermland gehört bzw. als Filialort zur Diözese Masuren der Evangelisch-Augsburgischen Kirche in Polen.

## Verkehr
Pieny liegt nördlich einer Nebenstraße, die die Kreisstadt Bartoszyce (Bartenstein) mit Wiatrowiec (Wöterkeim) verbindet  und ist über einen Abzweig direkt zu erreichen. Eine Bahnanbindung existiert nicht.